# Teab Vathanak
Teab Vathanak (7 januari 1985) is een voetballer die speelt voor Nagacorp FC in de Cambodjaanse voetbalcompetitie.
Hoewel hij een middenvelder is bij Nagacorp, heeft hij vooral als aanvaller gespeeld bij het Cambodjaans voetbalelftal, waar hij in 43 wedstrijden twaalfmaal trefzeker was. Met Nagacorp won Vathanak tweemaal de landstitel.